# محمد جواد ظريف
محمد جواد ظريف خوانساري (1960) وزير الشؤون الخارجية والممثل الدائم السابق لجمهورية إيران الإسلامية لدى الأمم المتحدة. اختاره حسن روحاني رئيس جمهورية إيران الإسلامية وزيراً للخارجية في 15 أغسطس 2013.
شغل جواد ظريف مناصب دولية ومحلية أخرى: مستشارًا وكبير مستشاري وزير الخارجية، ونائب وزير الخارجية للشؤون القانونية والدولية، وعضوًا بارزًا في مبادرة حوار الحضارات، ورئيس لجنة نزع السلاح التابعة للأمم المتحدة في نيو يورك، ومشاركًا بارزًا في الحوكمة العالمية، ونائبًا للشؤون الدولية في جامعة آزاد الإسلامية.

## حياته
ولد ظريف في 7 يناير 1960 في طهران. ووفقاً لمجلة ذا نيو ريببلك «ولِد ظريف في عائلة ثرية ومتدينة ومُحافظة سياسياً، لأب تاجر في طهران». وتلقى تعليمه في في المدرسة العلوية الخاصة في طهران.
وبقي ظريف محمياً خلال شبابه من التلفاز والراديو والصحف من قِبل والِديه. بدلا من ذلك، أصبح يتعرض للأفكار الثورية من خلال قراءة كتب علي شريعتي وصمد بهرنجي.
في سن الـ17، غادر إيران متجهاً للولايات المتحدة. حيثُ التحق بمدرسة درو التحضيرية، وهي مدرسة تحضيرية ثانوية خاصة تقع في سان فرانسيسكو، كاليفورنيا. ثُم درس في جامعة ولاية سان فرانسيسكو، الذي حصل على درجة البكالوريوس في العلاقات الدولية في عام 1981 وماجستير في نفس المجال في عام 1982. وفي أعقاب ذلك، واصل ظريف دراسته في كلية الدراسات العليا للدراسات الدولية (تُسمى الآن كلية جوزيف كوربل للدراسات الدولية) في جامعة دنفر، والذي حصل على درجة الماجستير في العلاقات الدولية الثانية في عام 1984، وأعقب ذلك حصوله على درجة الدكتوراه في القانون الدولي والسياسة في عام 1988. وكان عنوان أطروحته: «الدفاع الذاتي في القانون الدولي والسياسة».